# Vĩnh Đồng
Vĩnh Đồng là một xã thuộc huyện Kim Bôi, tỉnh Hòa Bình, Việt Nam.
Xã Vĩnh Đồng có diện tích 10,1 km², dân số năm 1999 là 4242 người, mật độ dân số đạt 420 người/km².